# Takeo Wada
Takeo Wada (jap. 和田…, Wada [Takeo]; * 1882; † 1944) war ein japanischer Mathematiker.
Wada machte seinen Abschluss an der Universität Kyōto und wurde 1908 Assistenzprofessor.
Von 1917 bis 1920 besuchte er die USA, Frankreich und Deutschland.
Nach seiner Rückkehr wurde er zum Professor befördert.
Sein Hauptarbeitsgebiet war die Analysis, aber er war auch an Topologie interessiert.
Ein topologisches Beispiel, die Seen des Wada, ist nach ihm benannt.
Es erschien in einer Arbeit von
Kunizō Yoneyama,  wurde von diesem aber Wada zugeschrieben.